# Karol IX Waza
Karol IX Waza, Karol Sudermański jako książę Karol – szw. Hertig Karl (ur. 4 października 1550 w zamku sztokholmskim, zm. 30 października 1611 w Nyköping) – król Szwecji w latach 1604–1611 (koronowany 15 marca 1607), wcześniej regent Szwecji w latach 1599–1604, książę Sudermanii (Södermanland).
Pochowany został w katedrze w Strängnäs.
Karol IX był najmłodszym synem Gustawa Wazy, przyrodnim bratem Eryka XIV i Jana III, ojcem Gustawa II Adolfa, dziadkiem ze strony matki Karola X Gustawa oraz stryjem Zygmunta III Wazy. W 1579 ożenił się z Marią Anną Wittelsbach (1562–1589). W 1592 ożenił się z Krystyną von Holstein-Gottorp (1573–1625).
Przed Karolem IX znanych jest jedynie dwóch władców Szwecji, którzy nosili to imię. Karol IX, podobnie jak jego starszy brat, Eryk XIV, swą „wysoką” numerację „zawdzięczają” XVI-wiecznemu historykowi szwedzkiemu Johannesowi Magnusowi. W swej pracy Historia de omnibus Gothorum Sveonumque regibus (Dzieje wszystkich królów Gotów i Szwedów) listę władców Szwecji rozpoczął od wnuka biblijnego Noego, Magoga.

## Książę Karol
Karol IX urodził się jako najmłodszy syn Gustawa Wazy i Małgorzaty Eriksdotter (Leijonhufvud). W 1560 wraz ze śmiercią ojca, Karol objął we władanie księstwo, naznaczone mu przez Gustawa Wazę, które obejmowało większą część Södermanlandu i Närke, kilka parafii w Västmanlandzie, część powiatu Vadsbo w Västergötlandzie i cały Värmland. Według testamentu Gustawa I jego młodsi synowie, książęta Jan i Karol, otrzymać mieli własne księstwa, pozostając jedynie w stosunku wasalnym wobec najstarszego brata, Eryka XIV. Ten jednak po swej koronacji podjął próbę ograniczenia niezależności książąt. Riksdag, który zebrał się w 1561 w Arboga, zadecydował po myśli Eryka XIV (tzw. artykuły z Arboga). W wieku 15 lat Karol uczestniczył w siedmioletniej wojnie północnej (1563–1570). Dowodził artylerią szwedzką w czasie zdobycia Varbergu w 1565.

## Powstanie przeciw Erykowi XIV
4 lipca 1568 Eryk XIV ożenił się z Katarzyną Månsdotter, która następnego dnia została koronowana na królową. Ich syn Gustaw Eriksson, który urodził się w styczniu 1568, stał się oficjalnie następcą tronu. Książęta Karol i Jan nie uczestniczyli w weselu brata, ani w koronacji. Zamiast tego wyruszyli 9 lipca 1568 z należącej do Karola Eskilstuny wraz z kilkoma przedstawicielami szlachty oraz 300 konnymi w kierunku Östergötlandu. Tam zajęli zamek w Vadstena. Do buntu książąt przyłączała się stopniowo szlachta. Książę Karol wyruszył do Stegeborg, gdzie tamtejszy zamek poddał mu się bez walki. Następnie zajął Norrköping.
W tym czasie książę Jan ogłosił się regentem i wezwał do ogólnego powstania przeciw Erykowi XIV. Obydwu braciom udało się zawrzeć rozejm z Danią i wypłacić zaległy żołd nieopłaconym zagranicznym żołnierzom najemnym. Zanim Erykowi XIV udało się zorganizować poważniejszy opór, w ręku książąt znajdował się już szereg miast i zamków. W końcu lipca 1568 Karol zajął zamek w Nyköping. W sierpniu 1568 armia powstańcza kontynuowała swój marsz w kierunku północnym poprzez Södermanland, walcząc po drodze z oddziałami wiernymi królowi. Erykowi XIV udało się odeprzeć armię braci pod Botkyrka, ale powstańcy ominęli siły królewskie, przeprawiając się przez Melar. Następnie powstańcy od strony północnej przez Västerås i Uppsalę zbliżyli się do Sztokholmu. W połowie września 1568 zatrzymali się na łąkach na północ od stolicy. Rozpoczęły się rokowania z osaczonym królem, który m.in. został zmuszony do wydania swojego sekretarza Jörana Perssona. W końcu września 1568 do Sztokholmu zostały wpuszczone oddziały powstańcze. Eryk XIV oddał się w ręce księcia Karola, zrzekł się korony i został osadzony w więzieniu, gdzie zmarł w 1577. Koronę przejął książę Jan.
Jan III odwołał ograniczenia zawarte w artykułach z Arboga (1561) i książę Karol mógł objąć swe księstwo w posiadanie. Jednak należące dotąd do Karola parafie położone w Västmanlandzie przejść miały w ręce wdowy po Gustawie I, Katarzyny Stenbock. W zamian w posiadanie Karola przechodził cały powiat Vadsbo oraz powiat Valle.

## Książę Karol i Jan III
W okresie panowania Jana III (1568–1592) na wielu płaszczyznach panowała niezgoda pomiędzy oboma braćmi. Karol dążył do umocnienia swej książęcej niezależności. Swym księstwem zarządzał z talentami organizacyjnymi i szybko jego posiadłości zaczęły wyróżniać się poziomem rozwoju gospodarczego na tle pozostałych części państwa. Własna polityka ekonomiczna księcia Karola doprowadziła do sporów z Janem III. Karol odmawiał także przyjęcia nowej liturgii, zbliżonej do katolickiej, którą Jan III wprowadził do Szwedzkiego Kościoła Luterańskiego w 1572. Książę Södermanlandu aktywnie wspierał przeciwników polityki kościelnej króla. Sam był podejrzewany o sympatie do wyznania kalwińskiego. Poza tym Karol rościł sobie pretensje do prawa wzywania do służby konnej (rusttjänst) szlachty w obrębie swego księstwa oraz wyznaczania sędziów (lagman). W końcu Jan III odwołał się do riksdagu zwołanego do Sztokholmu w 1582. Postanowiono wówczas ograniczyć prawa księcia, wzmacniając władzę królewską. Decyzje te w wielu miejscach podobne były do artykułów z Arboga (1561). Kiedy w 1585 Jan III ożenił się z Gunillą Bielke, Karol odmówił przybycia na wesele brata. Odmówił też uznania ustaw riksdagu z 1582. Otwarta wojna pomiędzy braćmi wydawała się nieunikniona, doszło jednak do rozmów. Z pomocą rady królestwa (riksråd) obie strony doszły do porozumienia, zawartego w 1587 na spotkaniu w Vadstenie (Konstytucje z Vadsteny). Karol ustąpił bratu we wszystkich kwestiach spornych poza sprawami, które dotyczyły polityki kościelnej.
W 1587 na elekcyjny tron Rzeczypospolitej Polskiej wybrano syna Jana III, Zygmunta. Wydane wówczas statuty kalmarskie regulowały sprawy dotyczące przyszłej unii personalnej z Polską. Postanowiono, że w czasie, gdy król Zygmunt przebywać będzie w Polsce, Szwecja rządzona będzie przez radę złożoną z siedmiu osób. Książę Karol nie miał wejść w skład tejże rady, lecz miał jedynie wyznaczać jednego z jej członków. Miało to znacznie wzmocnić arystokrację szwedzką kosztem Karola, który zdecydowanie sprzeciwił się tym postanowieniom. Uważał, że kraj podczas nieobecności króla powinien być rządzony przez najstarszego pełnoletniego księcia dziedzicznego.
Kiedy Zygmunt III popadł w trudności na polskim tronie, Jan III wezwał go w 1589 do porzucenia polskiej korony i powrotu do Szwecji. Sprzeciwiła się temu pomysłowi szwedzka rada państwa (Riksråd). To oraz brak jednomyślności w sprawach dotyczących gospodarki państwa doprowadziło do rozłamu pomiędzy królem i radą. W tej sytuacji Jan III pogodził się ze swym bratem, Karolem. Postanowienia ustaw z Vadstena oraz statutów z Kalmaru zostały zniesione i książę Karol odzyskał dawną niezależność swojego księstwa. Jego wpływ na sprawy państwa wzrósł kosztem arystokracji zasiadającej w radzie. Kilku z jej członków, m.in. Erik Larsson Sparre, Hogenskild Bielke i Per Brahe Starszy, zostało oskarżonych o przestępstwa i usuniętych z urzędu. Pozostali członkowie rady zostali zmuszeni do przysięgi, że nie sprzeciwią się królowi, jeżeli ten nie pójdzie za ich radą.
Wiosną 1590 do Sztokholmu zwołano riksdag, na którym przyjęto nowe zasady następstwa tronu. W pierwszej kolejności tron przypaść miał męskim potomkom Jana III. Książę Karol miał zostać regentem w razie niepełnoletności któregoś z następców Jana III. Do śmierci Jana III (17/27 listopada 1592) obaj bracia żyli we wzajemnej zgodzie.

## Konflikt z Zygmuntem
Po śmierci Jana III Wazy spodziewane przybycie Zygmunta III Wazy do Szwecji doprowadziło do pojednania księcia Karola Sudermańskiego z członkami rady. Mieli oni rządzić wspólnie aż do przyjazdu następcy tronu. Luteranie szwedzcy uważali Zygmunta III Wazę za zagrożenie dla swego wyznania. Zygmunt był katolikiem i otaczał się członkami zakonu jezuitów. Obawiano się powszechnie, że nowy król przywróci w Szwecji wyznanie katolickie. Na początku marca 1593 Karol Sudermański zwołał do Uppsali zjazd, na który przybyło czterech biskupów, około 300 pastorów oraz członkowie rady królewskiej. Na zjeździe tym przyjęto augsburskie wyznanie wiary oraz wybrano arcybiskupem Abrahama Angermannusa, który w czasach Jana III Wazy zmuszony został do ucieczki z kraju. Polityka religijna Jana III Wazy została potępiona. Jakiekolwiek odstępstwa od przyjętej doktryny miały być surowo karane. Na Zygmuncie planowano wymusić podpisanie karty praw, na której znalazłyby się m.in. postanowienia z Uppsali.
Do Szwecji wraz z Zygmuntem przybył nuncjusz papieski Germanio Malaspina. Kuria rzymska nadal żywiła nadzieję, że uda jej się z pomocą Zygmunta odzyskać kraj dla katolicyzmu. Po przyjeździe do Sztokholmu, na początku października 1593, Zygmunt otrzymał pismo od swego wuja, księcia Karola, w którym wzywał on go do zatwierdzenia postanowień zjazdu w Uppsali i potwierdzenie wyboru Abrahama Angermannusa. Księża katoliccy towarzyszący Zygmuntowi podczas pogrzebu Jana III w lutym 1594 musieli opuścić kondukt żałobny przed jego wejściem do katedry w Uppsali.
Na zwołanym do Uppsali riksdagu koronacyjnym ponownie zażądano od Zygmunta potwierdzenia postanowień zjazdu luterańskiego. Rozmowy szły opornie. Po tygodniu książę Karol zagroził Zygmuntowi rozwiązaniem riksdagu i opuszczeniem Uppsali, jeżeli ten nie zgodzi się na stawiane mu warunki. Zygmunt uległ. Próbował jeszcze zabezpieczyć wolność wyznania dla katolików w Szwecji, ale bezskutecznie. Narzucone mu warunki zostały przez niego zaprzysiężone. 9/19 lutego 1594 Zygmunt został koronowany w Uppsali.
Latem 1594 Zygmunt miał powrócić do Polski. Rada i książę Karol Sudermański wysunęli propozycję, aby rządy przekazać w ich ręce. Karol ze swej strony domagał się jednak władzy regenta państwa. Rada z kolei uważała, że rządy powinny być wspólne, rady i księcia Karola. Zygmunt nie chciał powierzać całej władzy ani w ręce rady, ani swego wuja. Wyznaczył dla poszczególnych prowincji sześciu lojalnych wobec siebie namiestników, którzy odpowiadać mieli bezpośrednio przed nim. Ich kompetencje nie zostały ściśle określone.
Ani książę Karol, ani rada nie zaakceptowali nowej sytuacji i we wrześniu 1594 osiągnięto wspólne porozumienie, zgodnie z którym Karol Sudermański stanął na czele rady oraz pełnił obowiązki regenta państwa szwedzkiego podczas nieobecności króla. Następnie zażądał od Zygmunta III Wazy pełnomocnictw na takie rozwiązanie i zagroził zwołaniem nowego riksdagu w przypadku odmowy. Król odrzucił żądania i zabronił zwoływania stanów. Książę Karol nadal jednak kontynuował rządy państwem jako regent, odsuwając i ignorując pozostawionych przez Zygmunta namiestników. Jedynie Klas Fleming, namiestnik Finlandii, odmówił podporządkowania się Karolowi i radzie.
9 (19) grudnia 1594 na zamku sztokholmskim księciu Karolowi i jego drugiej żonie, Krystynie von Holstein-Gottorp urodził się syn, który miał w przyszłości zasiąść na szwedzkim tronie jako Gustaw II Adolf. Jednak w momencie jego narodzin niewiele przemawiało za tym, że tak się stanie. Interesujące jest też to, że Krystyna z Holstein-Gottorp zaręczona była wcześniej z Zygmuntem. Do małżeństwa tego nie doszło i jako dziewiętnastolatka poślubiła ona w 1592 jego wuja.
W 1595 książę Karol bezprawnie zwołał do Söderköping nowy riksdag. Miejscowość tę wybrano z powodu pogrzebu zmarłego 26 czerwca (6 lipca) 1595 starszego brata Karola, Magnusa księcia Östergötland. Pogrzeb ten miał się odbyć w nieodległej Vadstena. Riksdag postanowił, że książę Karol pozostanie regentem na czas nieobecności króla. Poza tym zakazano przeprowadzać msze w obrządku katolickim, zaś wszyscy katolicy mieli opuścić kraj. W roku następnym w piśmie skierowanym do riksdagu Zygmunt oświadczył, że nie zgadza się z powyższymi postanowieniami, które według niego zostały podjęte bezprawnie.

## Wojna z Zygmuntem

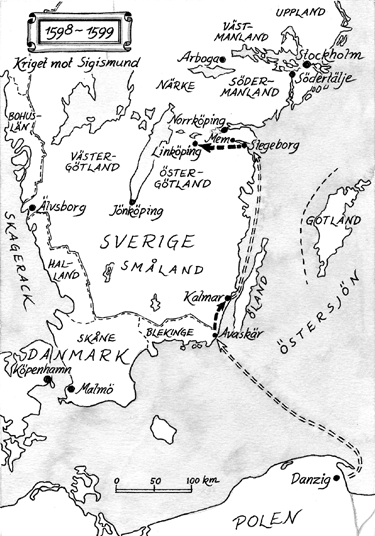
Wyprawa Zygmunta do Szwecji

Dotąd panowie z rady współdziałali z Karolem, który postanowił zaatakować zbrojnie wiernego Zygmuntowi namiestnika Finlandii, Klasa Fleminga. Namiestnik zajęty był tłumieniem powstania chłopskiego w zachodniej Finlandii, tzw. wojna drągów (klubbekriget, Nuijasota). Walki wybuchły w listopadzie 1596 i trwały do lutego 1597. W tej sytuacji rada odmówiła współdziałania z Karolem, a ten jesienią 1596, rządów, ale jednocześnie zwrócił do stanów, które zebrały się na początku 1597 w Arboga. Zebrani, mimo zakazu króla i opuszczenia przez członków rady księcia Karola, potwierdzili jeszcze raz jego regencję i udzielili mu pełnego poparcia. W riksdagu tym uczestniczył tylko jeden członek rady, kuzyn księcia Karola, Axel Stensson Leijonhufvud (1554–1619). Pozostali członkowie rady nie chcieli otwarcie zrywać z Zygmuntem. Rozwiązania takiego nie poparło też duchowieństwo i stan mieszczański. Karol mógł się oprzeć na stanie chłopskim.
Następnie Karol zorganizował kilka operacji militarnych dla odzyskania kontrolowanych przez wiernych Zygmuntowi ludzi terenów. W 1597 siły księcia przejęły m.in. Älvsborg i Kalmar. W kwietniu 1597 na zamku w Åbo umarł wierny Zygmuntowi Klas Fleming. Wojska Karola przejęły kontrolę nad Finlandią. Otwarta wojna doprowadziła do ostatecznego zerwania pomiędzy Karolem a członkami rady. Większość z nich udała się do Polski, aby wezwać Zygmunta do powrotu do Szwecji. W 1598 polski sejm pozwolił Zygmuntowi na interwencję w jego ojczyźnie. Król wystawił około 5000 żołnierzy, głównie niemieckich i węgierskich najemników oraz stosunkowo nielicznych Polaków. Na czele tych sił zamierzał wyjaśnić sytuację za Bałtykiem. Nie chciał zabierać z Polski zbyt dużych sił, gdyż liczył na wsparcie ze strony swych szwedzkich poddanych. Nie chciał też, aby zbyt dużo liczba polskich żołnierzy w jego oddziałach kłuła w oczy Szwedów. Latem 1598 król przeprawił się przez Bałtyk, opanowując zamki Kalmar i Kronoberg. Do jego sił przyłączyły się dwa regimenty szwedzkiej kawalerii: Västgöta i Småland. Niedaleko Sztokholmu wylądował oddział pod dowództwem Samuela Łaskiego, który bez walki zajął stolicę.
Zygmunt ze swą armią ruszył w kierunku Stegeborg, gdzie mieszkała jego siostra Anna Wazówna. W tym czasie jego stryj, książę Karol zebrał swe siły w Östergötland i na ich czele skierował się także w stronę Stegeborgu. Obie armie spotkały się 8 września 1598 pod tą miejscowością. Siły Karola zostały łatwo pokonane, ale król powstrzymał dalszy atak, gdyż jego celem było odzyskanie władzy nad krajem, a nie masakra swych poddanych. Rozpoczęto negocjacje z udziałem mediatorów z Meklemburgii i Brandenburgii. Szybko je przerwano, gdyż Karol zdecydował się na definitywne przejęcie władzy nad Szwecją i zaczął stawiać warunki nie do przyjęcia. W tym czasie flota księcia stanęła u wybrzeży Östergötlandu, zagrażając Zygmuntowi odcięciem od Bałtyku. Król zmuszony był wycofać się do Linköping, zaś Karol szybko zajął Stegeborg. 25 września 1598 armie obu krewnych spotkały się przy moście na potoku Stånga niedaleko Linköping. Bitwa pod Linköping zwana też bitwą pod Stångebro zakończyła się zwycięstwem Karola.
Zygmunt został zmuszony w Linköping do wydania swych stronników zasiadających w szwedzkiej radzie oraz odesłania z powrotem do Polski swych wojsk. Sam miał pozostać w Szwecji i czekać na zebranie się riksdagu, który miał osądzić jego postępowanie. Zygmunt zdecydował się powrócić do Polski.

## Panowanie Karola IX
Po odjeździe Zygmunta książę Karol przejął władzę nad krajem, rozprawiając się z jego stronnikami. M.in. pozbawiony stanowiska arcybiskupa i osadzony we więzieniu został Abraham Angermannus, który w konflikcie nie opowiedział się po stronie Karola. W Kalmarze i Finlandii, przez długi okres wiernymi Zygmuntowi, rozpoczęły się krwawe porachunki ze stronnikami króla. W 1600 w Linköping przed sądem stanów stanęli członkowie rady, którzy zostali wydani Karolowi przez Zygmunta po bitwie pod Stångebro. Zostali oni skazani na śmierć i ścięci. Wydarzenie to przeszło do historii jako Linköpings blodbad (krwawa łaźnia w Linköping). Także w następnych latach sytuacja pozostawała napięta w związku z niezadowoleniem arystokracji z rządów Karola. Wielu jej przedstawicieli udało się na emigrację na dwór Zygmunta, ratując w ten sposób swe życie.
W 1599 zebrał się w Jönköping riksdag, na którym stany wezwały Zygmunta do powrotu do kraju i przejścia na luteranizm albo wysłania do Szwecji swego syna Władysława, który miał zostać wychowany jako protestant przez księcia Karola. W razie niespełnienia tych warunków, Zygmunt miał utracić koronę szwedzką. Riksdag w Linköping w 1600 uznał księcia Karola królem, zaś Wazowie z linii Jana III odsunięci od prawa dziedziczenia tronu. Książę Karol nadal jednak unikał przyjęcia tytułu królewskiego i do 1603 rządził państwem jako regent. Na riksdagu w Norrköping w 1604 pretensji do korony zrzekł się najmłodszy syn Jana III, Jan, książę Östergötland. Władzę po Karolu dziedziczyć mieli jego potomkowie. Koronacja Karola odbyła się w katedrze w Uppsali dopiero w 1607.
Karol zrekonstruował radę królestwa (Riksråd) w 1602 Liczba jej członków oraz ich zadania zgodne były z postanowieniami prawa krajowego. W riksråd zasiadła pewna liczba członków starych rodów, ale też miejsce w niej znaleźli członkowie nowych. Oprócz tego powołano 6-osobową radę nadworną (Hovråd), którą kierowaċ miał kanclerz królestwa. Także ta nowa rada stała się rzecznikiem interesów stanu szlacheckiego w stosunku do władzy królewskiej. Rada sprzeciwiała się prowadzonej przez Karola wojnie na wschodnich wybrzeżach Bałtyku, która przeszkadzać miała w pełnym skoncentrowaniu się na zażegnaniu niebezpieczeństwa ze strony Danii. Karol nie mógł nigdy pewnie czuć się na swoim tronie. W 1605 ścięty został stary członek rady, Hogenskild Bielke.
W latach 1607–1608 m.in. obowiązujące od 1442 prawo krajowe Krzysztofa bawarskiego (Kristoffers landslag) zostało uzupełnione przez Karola IX nowymi przepisami, opierającymi się na prawie mojżeszowym. Tym samym karę śmierci miano wymierzać za przeklinanie, nieposłuszeństwo rodzicom i niewierność małżeńską. W praktyce jednak surowość tego prawa została w Szwecji znacznie złagodzona. Prawo mojżeszowe obowiązywało odtąd na równi z prawami krajowymi. Do XX w. sądy w Szwecji wydawały wyroki według „prawa Boga i praw Szwecji” (Guds och Sveriges lag).
Na gruncie administracji i gospodarki państwa Karol przeprowadził pewną liczbę koniecznych reform. Uporządkował on system miar i wag. Na wyspie Hisingen, niedaleko ujścia rzeki Göta älv, założył przy pomocy Holendrów nowe miasto, Göteborg. W Bergslagen powstały nowe kopalnie państwowe. W tym czasie też w Szwecji zaczęli się osiedlać Walonowie.
W 1607 Karol IX założył w Skultuna, w Västmanland, manufakturę produkującą mosiądz (Skultuna Messingsbruk). Szwecja w czasach Gustawa I Wazy i Eryka XIV mocno zadłużyła się wobec Hanzy. Poprzez przetop miedzi i produkcję mosiądzu na miejscu, w Szwecji, import tego metalu zmniejszył się, dochody z eksportu wzrosły i w ten sposób stan finansów państwa Karola IX uległ poprawie. O lokalizacji nowej manufaktury zadecydowało korzystne położenie Skultuny – nad rzeką Svartån, niezbyt daleko od kopalni miedzi w Falun. Zakłady w Skultuna działają nadal.

## Wojny Karola IX
Od klęski Zygmunta w bitwie pod Stångebro (1598) aż do śmierci Karola, Szwecja uwikłana była w kolejne wojny. Pierwsza z tych wojen była po części kontynuacją wojny z Zygmuntem oraz stanowiła dalszy ciąg konfliktu polsko-szwedzkiego o Inflanty (II wojna polsko-szwedzka (1600–1611)).
Po powrocie do Polski, Zygmunt ogłosił na sejmie 1600 przyłączenie szwedzkiej Estonii do Rzeczypospolitej, aby w ten sposób wciągnąć stronę polską w konflikt dynastyczny ze swoim stryjem. Karol zdecydował się na atak i w sierpniu 1600 wylądował na czele swej armii w Rewlu. Początkowo odnosił sukcesy, korzystając z nieprzygotowania wojsk polsko-litewskich do wojny. Sejm Rzeczypospolitej odmówił na początku środków na wojnę ze Szwecją, którą uważano za prywatną sprawę Zygmunta. Mógł on jedynie polegać na oddziałach zaciężnych. Sukcesy szwedzkie spowodowały jednak, że w styczniu 1601 sejm zdecydował się wesprzeć króla. W roku 1601 strona szwedzka nie odniosła już większych sukcesów i głównodowodzący armii szwedzkiej w Inflantach, Johann von Nassau-Siegen, zrzekł się dowództwa w 1602.
Po riksdagu w Norrköping w 1604 Karol zaczął prace nad wystawieniem nowej armii i przeprowadził pobór. W sierpniu 1605 odpłynął on ze Sztokholmu na czele 40 statków ku ujściu rzeki Dźwiny. Tam zdobył Dyjament i rozpoczął oblężenie Rygi. 17 września?/27 września 1605 jego armia została zniszczona w bitwie pod Kircholmem. Szwedzi stracili ponad 5000 ludzi. Sam Karol został uratowany od niewoli przez inflanckiego szlachcica, Henrika Wrede, który dał mu własnego konia po tym, jak Karol stracił swojego. Z resztkami swej armii udało mu się dotrzeć do Rewla, skąd powrócił do Sztokholmu.
Riksdag zebrany w marcu 1608 zatwierdził Karolowi nowe środki na prowadzenie wojny. Nowe siły zostały wysłane na drugą stronę Bałtyku, ale spodziewane sukcesy nie nadeszły. W 1610 Szwecja uwikłała się w wojnę w Rosji (interwencja wojsk Jakoba de La Gardiego oraz wojna rosyjsko-szwedzka 1610–1617). W 1611 od najazdu Danii na Szwecję rozpoczęła się wojna kalmarska. W tym samym roku został zawarty rozejm polsko-szwedzki, który obowiązywał do 1616.

## Dzieci Karola IX
Karol był dwukrotnie żonaty. Od 1579 z Marią Anną (1561-1589), córką elektora Palatynatu Ludwika VI Wittelsbacha. Od 1592 z Krystyną z Holstein-Gottorp (1573–1625). Spośród dwanaściorga dzieci z obu małżeństw tylko czworo dożyło dojrzałego wieku:
- Katarzyna (1584–1638), żona Jana Kazimierza, palatyna Zweibrücken, matka późniejszego króla Szwecji, Karola X Gustawa;
- Gustaw II Adolf (1594–1632), następca tronu, król Szwecji w latach 1611–1632;
- Maria Elżbieta (1596–1618), żona Jana, księcia Östergötland, najmłodszego syna króla Jana III;
- Karol Filip (1601–1622), książę Södermanlandu; w 1611 był kandydatem do tronu rosyjskiego.

Synem Karola IX z pozamałżeńskiego związku z Karin Nilsdotter był:
- Carl Carlsson Gyllenhielm (1574–1650), feldmarszałek i admirał szwedzki.